# San Juan y Martínez
San Juan y Martínez là một đô thị và thành phố ở tỉnh Pinar del Río của  Cuba.

## Thông tin nhân khẩu
Năm 2004, đô thị San Juan y Martínez có dân số 45.061 người. Diện tích là 409 km² (157,9 mi²), với mật độ dân số là 110,2người/km² (285,4người/sq mi).